# Lützow (kryssare)
Lützow var en tung kryssare i tyska Kriegsmarine och femte och sista fartyget i Admiral Hipper-klassen men färdigställdes aldrig. Hon kölsträcktes i augusti 1937 och sjösattes i juli 1939 varefter Sovjetunionen begärde att köpa fartyget. Kriegsmarine samtyckte till försäljning i februari 1940 och överföringen avslutades den 15 april. Fartyget var fortfarande ofullständig när den såldes till Sovjetunionen, med bara hälften av hennes huvudsakliga batteri på åtta 20,3 cm (8,0 tum) kanoner installerade och mycket av överbyggnaden saknades.
Omdöpt till Petropavlovsk i september 1940 och fortsatt arbetade på fartyget gjordes av det sovjetiska varvet i Leningrad. Hon var fortfarande inte färdigställd när Tyskland invaderade Sovjetunionen i juni 1941. Fartyget deltog i försvaret av Leningrad genom artilleristöd till de sovjetiska försvararna. Hon sänktes av tyskt artilleri i september 1941 och bärgades ett år senare i september 1942. Efter reparationer genomförts döptes hon om till Tallinn och användes i den sovjetiska motoffensiven som undsatte Leningrad 1944. Efter krigsslutet användes fartyget som en stationär utbildningsplattform och som logementsfartyg innan hon höggs upp till skrot någon gång mellan 1953 och 1960.

## Konstruktion i Tyskland
Fartyget namngavs efter den preussiska generalen Ludwig Adolf Wilhelm von Lützow som stred i Napoleonkrigen. Hon kölsträcktes vid DeSchiMAG i Bremen den 8 februari 1937 och sjösattes den 7 januari 1939. Den färdiga Lützow skulle bli det femte tyska Admiral Hipper-klass tunga kryssaren. Hon var i den andra gruppen i denna klass, då något längre och tyngre än de två första fartygen i klassen.